# 레미히주

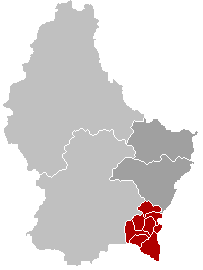
레미히 주의 위치

레미히주(룩셈부르크어: Kanton Réimech, 독일어: Kanton Remich, 프랑스어: Canton de Remich)는 룩셈부르크를 구성하는 12개 주 가운데 하나로, 행정 구역상으로는 그레벤마허 구에 속한다. 주도는 레미히이며 면적은 127.87km2, 인구는 17,282명(2005년 기준), 인구 밀도는 140명/km2, 높이는 140~368m이다. 8개 지방 자치체(Bous, Dalheim, Lenningen, Mondorf-les-Bains, Remich, Schengen(솅겐), Stadtbredimus, Waldbredimus)를 관할한다.